# Johan Santana
Johan Alexander Santana Araque OL (Tovar, Mérida, 13 de marzo de 1979) es un exbeisbolista profesional venezolano que jugaba en la posición de pitcher. 
Originalmente un jardinero central, fue convertido a lanzador por su velocidad en el brazo mientras jugaba en la academia de los Houston Astros. Jugó para los Minnesota Twins desde su debut en el 2000 hasta el 2007, y para los New York Mets de 2008 a 2012.
Ganó 2 veces el premio Cy Young y la Triple Corona de Pitcheo con los Twins en 2006.
Lanzó el primer no-hitter en la historia de los New York Mets el 1 de junio de 2012 contra los St. Louis Cardinals, a su vez fue el primer no-hitter por un lanzador zurdo en la historia de la franquicia.

## Carrera
En el 2004, Santana ganó el Premio Cy Young de la Liga Americana, luego de haber ganado veinte juegos y estar de primero en casi todas las estadísticas para pitcher de ese año. La selección del jurado fue unánime, no obstante disputó en las votaciones contra un rival de gran calibre como Curt Schilling, lanzador de los Boston Red Sox. En el 2006, Santana volvió a ganar el Premio Cy Young, después de ganar diecinueve juegos, logrando la Triple Corona. Al igual que en 2004 la selección del jurado fue unánime. El 29 de enero del 2008, se conoció oficialmente su canje a la organización de los New York Mets, a la cual llega por cuatro prospectos que irán a los Mellizos de Minnesota. Estos son: el Outfielder Dominicano Carlos Gómez y los lanzadores Philip Humber (USA), Kevin Mulvey (USA), y el Venezolano Deolis Guerra. Después de varias negociaciones, Santana llegó a un acuerdo con los Mets por un contrato de 6 años y 137,5 millones de dólares, lo cual lo convierte en el lanzador mejor pagado en la historia y el segundo beisbolista mejor pagado. En el 2011 estuvo fuera del campo de juego debido a lesiones.
El primero de junio de 2012 Johan Santana se convirtió en el primer pitcher en la historia de los Mets de New York que lanzara en un juego sin hits ni carreras.
En el año 2013, nuevamente sufrió una lesión en el hombro izquierdo, la que lo dejó fuera del clásico mundial de béisbol y nuevamente de la temporada 2013 de las grandes ligas.
En el año 2014, Santana fue dejado en libertad por los New York Mets y luego de varias visitas de observadores de distintas franquicias firmó un contrato de ligas menores con Baltimore Orioles, equipo con el que lleva su rehabilitación y se cree que podría regresar a las mayores en junio de ese mismo año.
Santana ya con 35 años lanzó por última vez profesionalmente en la zafra 2014-2015 durante 2.0 innings en un duelo de Round Robin entre Tigres de Aragua y Navegantes del Magallanes.
La última zafra de Santana en MLB fue la del 2012 con los Mets de Nueva York y en años posteriores firmó contratos como agente libre con Orioles de Baltimore (2014) y Azulejos de Toronto (2015) como intentos fallidos, que no prosperaron con la intención de volver al mejor béisbol del mundo.
El ínclito lanzador merideño anunció su retiro en los prolegómenos del evento "Salón de la Fama
de los Mellizos de Minnesota" del 2018, en el que resultó exaltado por la franquicia de las ciudades gemelas.

## Fundación Johan Santana
Después de su retiro, Santana se ha dedicado a promover y consolidar una organización que lleva su nombre. Cada año, en diciembre, Johan Santana Reparte Juguetes a los niños en el coliseo de su ciudad natal, Tovar. También reparte comida a personas necesitadas. Santana ha declarado que lo hace de manera desinteresada, y que le produce satisfacción porque puede integrarse en la sociedad.